# Dalberg-Wendelstorf
Dalberg-Wendelstorf là một đô thị tại huyện Nordwestmecklenburg, bang Mecklenburg-Vorpommern, miền bắc nước Đức.